# プロ野球マスターズリーグ
プロ野球マスターズリーグ（プロやきゅうマスターズリーグ）は、かつて日本のプロ野球OBがプロ野球のシーズンオフに行っていた野球の興行である。
5つのチーム（札幌アンビシャス、東京ドリームス、名古屋80D'sers、大阪ロマンズ、福岡ドンタクズ）が組織され、それぞれ札幌市、東京都、名古屋市、大阪市、福岡市に本拠地を置いていた。委員会議長は土橋正幸、初代議長は大沢啓二最高顧問。

## 理念
1. 高齢化社会へ温かな励ましのメッセージを送る
2. 野球界の底辺拡大と活性化に貢献する
3. 地域社会の活性化と振興に貢献する
4. 野球教室の実施により子供たちとの交流をはかるとともに、若い父母との親睦を広める
5. 野球を文化としてとらえ、日本人社会にとって野球がもつ意義と思想を理解し、広めることに貢献する

## 歴史・概要

### 発端
株式会社エンジェル（代表：一木文詞）が2000年に企画・立案し、社団法人全国野球振興会（理事長：大沢啓二）に提案。同会より全面的な支持、協力を取り付け、翌2001年に日本プロ野球OBクラブへ「プロ野球マスターズリーグ設立」企画を提案、プロ野球OBの人材活用と球界の活性化を模索していた同団体にとってタイムリーな申し出となり、人材の提供を約束することとなる。

### リーグ開始
同年4月、スカイパーフェクト・コミュニケーションズに「新リーグ設立」企画を提案。リーグ設立5つの理念に深い賛同を得て同社が冠スポンサー・特別協賛としてスタート。スカパーの各チャンネルにて全試合が中継されることとなった。11月1日、東京ドームでの東京ドリームス対札幌アンビシャス戦で開幕。
2006年に、初年度より特別協賛を務めていたスカイパーフェクト・コミュニケーションズが撤退。翌2007年はソフトバンクモバイルが新たに特別協賛となり、「ソフトバンクプロ野球マスターズリーグ」（大会ロゴには「Presented by SoftBank」のクレジットが入った）の名で行われた。

### 2008-2009年シーズン
しかし翌2008年はソフトバンクモバイルが特別協賛から撤退。冠スポンサーが無くなり、札幌ドーム、京セラドーム大阪、福岡Yahoo!JAPANドームでの開催が無くなったほか、地方開催の大部分を削る形で試合数が半減した。当該シーズンは、2009年5月までに残り10試合のうち、札幌戦を中心とした5試合を地方球場で行ったが、残り5試合は行われないままシーズンを終了した。なお、この年は名古屋－大阪戦は1試合も行われなかった。全チームの消化試合数が異なる（札幌8試合、東京7試合、福岡6試合、名古屋5試合、大阪4試合）ため、公式な成績を確定することは見送られた。
- 2008年6月27日　当該シーズンの5チーム新監督と日程を発表。
- 2008年11月6日　「不況の影響により当初発表の試合スケジュールが組めなくなり、日程を大幅に変更する」と発表。
- 2009年春　15試合で休止すると発表。

### 2009-2010年シーズン
2009-2010年シーズンは、2009年12月6日に茨城県ひたちなか市民球場で、「マスターズリーグ東西対抗」が行われることのみが発表された。肝心のリーグ戦については、11月末ぎりぎりまで開催を模索したものの、スポンサーを得ることが出来ず、「断念せざるを得ない」と発表。しかし「来季については、必ずリーグ戦を復活させ、マスターズリーグを継続していきたい」と合わせて発表した。なお、別途発表されている類似イベント「プロ野球OBオールスターアスリートカップ」があるが、これはマスターズリーグの主催ではない。
- 2009年10月30日　「オールイースタン vs オールウエスタン」（2009年12月6日　茨城県ひたちなか市民球場）開催を正式発表[3]。
- 2009年12月1日　当該シーズンのリーグ戦開催断念を発表。翌シーズン（2010-2011年シーズン）は、必ずリーグ戦を復活させ、マスターズリーグを継続したい、としている。

### その後
以降、マスターズリーグとしての試合の開催は行われていない。試合以外では、マスターズリーグが企画・運営する「野球知識検定」を2010年9月以降定期的に行い、試験官はマスターズリーグ選手を中心としたプロ野球OBが務めている。また2011年4月にはマスターズリーグ事務局主催による、東日本大震災被災者支援の募金イベントを実施している。
この「野球知識検定」が毎年12月に開催されている以外は、マスターズリーグとしての活動はなく、公式ブログも2019年10月以降更新されていない。

## 所属チーム

### 札幌アンビシャス
- 主に北海道日本ハムファイターズ、埼玉西武ライオンズ、読売ジャイアンツ出身者、北海道・東北地方出身者で構成。
- チーム名は、札幌農学校の初代教頭を務めたウィリアム・スミス・クラークの、同校を離任するに当たっての挨拶の一節、「Boys, be ambitious（少年よ、大志を抱け）」に因む。
- 本拠地は札幌ドーム。準本拠地は宮城球場。
- ユニフォームスポンサーはホクレン→近未來通信→adomo（近未來ビデオコム）→マルハン。
- ユニフォームのズボンには「大志」と書かれている。
- チームカラーは赤。

#### 主な選手・首脳陣
- 監督：7柴田勲（2008-、巨人）
  - 2006-2007：6土井正三（巨人）
  - 2004-2005：72古葉竹識（広島・南海）
  - 2001-2003：8山内一弘（毎日・阪神・広島）
- コーチ
  - 26中村稔（巨人）
  - 26近藤和彦（大洋・近鉄・日本ハムコーチ）
- 投手
  - 11高橋善正（東映・巨人）
  - 11池谷公二郎（広島）
  - 11佐藤義則（阪急・日本ハム　北海道出身）
  - 13有沢賢持（ヤクルト　北海道出身）
  - 14佐藤道郎（南海・大洋）
  - 15松沼博久（西武）
  - 18ガンちゃん（日本ハム　U40）
  - 20関本四十四（巨人・太平洋・大洋）
  - 21宮本和知（巨人）
  - 21倉持明（ロッテ・ヤクルト）
  - 21盛田幸妃（大洋・大阪近鉄　北海道出身　U40）
  - 22藤城和明（巨人・阪急・ロッテ）
  - 25古賀正明（太平洋（クラウン）・ロッテ・巨人・大洋）
  - 26西本聖（巨人・中日・オリックス）
  - 28新浦壽夫（巨人・大洋・ダイエー・ヤクルト）
  - 29与田剛（中日・ロッテ・日本ハム・阪神）
  - 30津野浩（日本ハム・広島・中日・千葉ロッテ）
  - 30橋本清（巨人・ダイエー　U40）
  - 34川口和久（広島・巨人）
  - 37村上雅則（南海・サンフランシスコ・ジャイアンツ・阪神・日本ハム　コーチ兼任）
  - 40河野博文（日本ハム・巨人・ロッテ）
  - 43横田久則（西武・千葉ロッテ・阪神）
  - 45小川邦和（巨人・広島）
  - 57加茂川重治（巨人・中日・ロッテ）
- 捕手
  - 8辻恭彦（阪神・大洋　コーチ兼任）
  - 15山倉和博（巨人）
  - 29加藤俊夫（産経（ヤクルト）・東映（日拓・日本ハム）・大洋　宮城県出身）
  - 33村井英司（日本ハム）
  - 37佐野元国（近鉄・巨人）
  - 41小牧雄一（日本ハム・西武）
  - 55堀場秀孝（広島・大洋・巨人）
  - 66福澤洋一（ロッテ）
- 内野手
  - 1広瀬哲朗（日本ハム）
  - 5岡崎郁（巨人）
  - 6土井正三
  - 6高橋雅裕（大洋（横浜）・千葉ロッテ）
  - 6田中幸雄（日本ハム）
  - 7石毛宏典（西武・ダイエー）
  - 8有藤通世（ロッテ　コーチ兼任）
  - 24中畑清（巨人）
  - 30大野雄次（大洋・巨人・ヤクルト）
  - 35千田啓介（巨人・ロッテ）
  - 37鈴木康友（巨人・西武・中日）
  - 53林哲雄（巨人）
  - 79江藤省三（巨人・中日）
- 外野手
  - 00屋鋪要(大洋・横浜・巨人)
  - 1簑田浩二（阪急・巨人）
  - 1若松勉（ヤクルト　コーチ兼任　北海道出身）
  - 2松本匡史（巨人）
  - 3長崎慶一（大洋・阪神）
  - 7柴田勲（巨人）
  - 7吉村禎章（巨人）
  - 9谷木恭平（中日　北海道出身）
  - 23大塚光二（西武）
  - 29駒崎幸一（西武・大洋）
  - 32萩原康弘（巨人・広島・ヤクルト）
  - 36中井康之（巨人）
  - 38庄司智久（巨人・ロッテ）
  - 51石井雅博（巨人・阪神）

### 東京ドリームス
- 主に東京ヤクルトスワローズ、横浜大洋ホエールズ、横浜ベイスターズ、ロッテオリオンズ、千葉ロッテマリーンズ出身者、関東地方出身者で構成。
- チーム名は、マスターズリーグの主役である中高年にも「夢」を与えようという趣旨で命名。
- 本拠地は東京ドーム。準本拠地は西武ドーム。
- ユニフォームスポンサーはRegimental Club→小林洋行→エイジェック。
- ユニフォームのズボンには「夢」と書かれている。
- チームカラーは紫。

#### 主な選手・首脳陣
- 監督：28江夏豊（2008-、阪神・南海・広島・日本ハム・西武）
  - 2001-2007：21土橋正幸（発足当時より　東映　東京都出身）
- コーチ
  - 1近藤昭仁（大洋）
  - 3徳武定祐（国鉄（産経）・中日）
  - 33毒島章一（東映）
  - 71佐藤道郎
  - 87土屋弘光（中日・ロッテコーチ）
- 投手
  - 12増本宏（大洋）
  - 13柴田保光（西武・日本ハム）
  - 14野村収（大洋・ロッテ・日本ハム・阪神）
  - 14阿波野秀幸（近鉄・巨人・横浜）
  - 16木田勇（日本ハム・大洋・中日）
  - 16三浦政基
  - 17松岡弘（ヤクルト）
  - 17斉藤明夫（横浜（大洋））
  - 18河野博文（日本ハム・巨人・千葉ロッテ）
  - 19尾崎行雄（東映（日拓）　コーチ兼任）
  - 19川尻哲郎（阪神・大阪近鉄・楽天　U40 東京都出身）
  - 21高橋直樹（東映（日拓・日本ハム）・広島・西武・巨人）
  - 21西崎幸広（日本ハム・西武）
  - 22山田武史（巨人・ダイエー）
  - 24遠藤一彦（大洋）
  - 24大川章（ヤクルト・日本ハム）
  - 27若生智男（毎日・阪神・広島）
  - 29村田兆治（ロッテ）
  - 31森山良二（西武・横浜）
  - 34金田留広（東映（日拓）・ロッテ・広島）
  - 37五月女豊（阪神・太平洋（クラウン・西武）・大洋）
  - 41渡辺久信（西武・ヤクルト）
  - 48石毛博史（巨人・近鉄（大阪近鉄）・阪神　U40）
- 捕手
  - 5伊藤勲（大洋・南海）
  - 27大矢明彦（ヤクルト）
  - 27大宮龍男（日本ハム・中日・西武）
  - 27伊東勤（西武）
  - 29河村健一郎（阪急）
  - 33市川和正（大洋（横浜））
  - 82鈴木悳夫（東映）
- 内野手
  - 0本西厚博（阪急（オリックス）・阪神・日本ハム・千葉ロッテ）
  - 1愛甲猛（ロッテ・中日）
  - 1広瀬哲朗
  - 2元木大介（巨人　U40）
  - 6田辺徳雄（西武・巨人）
  - 6鮎川義文（阪神・ロッテ）
  - 6初芝清（ロッテ（千葉ロッテ））
  - 9清家政和（阪神・西武・ヤクルト）
  - 9鈴木健（西武・ヤクルト（東京ヤクルト）　U40）
  - 20森博幸（西武）
  - 23水上善雄（ロッテ・広島・ダイエー）
  - 33矢作公一（日本ハム）
  - 36宮川一彦（横浜）
  - 40佐藤洋（巨人）
  - 41村岡耕一（大洋・西武）
  - 50駒田徳広（巨人・横浜）
- 外野手
  - 0城友博（ヤクルト・阪神）
  - 0中野佐資（阪神　栃木県出身）
  - 00屋鋪要（大洋（横浜）・巨人）
  - 10張本勲（東映（日拓・日本ハム）・巨人・ロッテ）
  - 25得津高宏（ロッテ）
  - 25安部理（西武・近鉄）
  - 43蓬萊昭彦（西武・中日）
  - 55垣内哲也（西武・千葉ロッテ U40）

### 名古屋80D'sers
- 主に中日ドラゴンズ出身者、中部地方出身者で構成。
- 「エイティー・デイザーズ」と読む。チーム名は、「久しぶり」という意味を持つ名古屋弁「やっとかめ（八十日目≒80Days）」に由来。
- 本拠地はナゴヤドーム。
- ユニフォームスポンサーはゲオ→エイジェック→めいほうぐるーぷ。
- ユニフォームのズボンには「甦」と書かれている。
- チームカラーは青。

#### 主な選手・首脳陣
- 監督：5大島康徳（2008-、中日・日本ハム）
  - 2006-2007：20杉下茂（中日）
  - 2003-2005：3中利夫（中日）
  - 2001-2002：80近藤貞雄（中日）
- コーチ
  - 1高木守道（中日）
  - 2前田益穂（中日・東京（ロッテ））
  - 3中利夫（中日）
  - 28河村保彦（中日・産経（ヤクルト））
  - 28中山稔丈（中日）
  - 72権藤博（中日）
- 投手
  - 13小野和幸（西武・中日・千葉ロッテ）
  - 15上原晃（中日・広島・ヤクルト）
  - 16宮下昌己（中日・西武）
  - 17牛島和彦（中日・ロッテ）
  - 18鹿島忠（中日）
  - 18山内和宏
  - 19星野秀孝（中日・南海）
  - 20小松辰雄（中日）
  - 21小島弘務（中日・千葉ロッテ）
  - 24ギャオス内藤（ヤクルト・千葉ロッテ・中日　U40）
  - 26西本聖
  - 28河村保彦（中日・サンケイ（ヤクルト））
  - 29鈴木孝政（中日）
  - 30津野浩
  - 33郭源治（中日）
  - 38野中徹博（阪急（オリックス）・中日・ヤクルト）
  - 88後藤祝秀（中日）
- 捕手
  - 9市川和正（大洋（横浜）愛知県出身）
  - 11岡田忠雄（巨人　岐阜県出身）
  - 22杉山直樹（巨人 静岡県出身 U40）
  - 22柳沢裕一（巨人・オリックス・中日 U40）
  - 23木俣達彦（中日）
  - 27大河原栄（中日）
  - 50金田進（中日）
  - 58鈴木伸良（巨人・南海・阪神 愛知県出身）
- 内野手
  - 2前田益穂
  - 4酒井忠晴（中日・千葉ロッテ・楽天 U40）
  - 5金村義明（近鉄・中日・西武）
  - 6今津光男（中日・広島・阪急・日本ハム）
  - 7宇野勝（中日・千葉ロッテ）
  - 8田野倉利男（中日・ロッテ）
  - 23大久保弘司（大洋）
  - 23川又米利（中日）
  - 25鴻野淳基（西武・巨人・大洋（横浜） 愛知県出身）
  - 30山田和利（中日・広島）
  - 56前原博之（中日・西武）
- 外野手
  - 0長嶋清幸（広島・中日・千葉ロッテ・阪神）
  - 6井上弘昭（広島・中日・日本ハム・西武）
  - 8彦野利勝（中日）
  - 12飯田幸夫（近鉄・中日・大洋）
  - 21西田孝之（大毎（東京・ロッテ））
  - 26秦真司（ヤクルト・日本ハム・千葉ロッテ・中日コーチ）
  - 31沖泰司（日本ハム）
  - 40藤波行雄（中日）
  - 44高橋智（阪急（オリックス）・ヤクルト）
  - 47斉藤浩行（広島・中日・日本ハム）
  - 57平野謙（中日・西武・ロッテ）

### 大阪ロマンズ
- 主に阪神タイガース、阪急ブレーブス、オリックス・ブルーウェーブ、オリックス・バファローズ、大阪近鉄バファローズ、南海ホークス出身者、近畿地方出身者で構成。
- チーム名は、男の夢と希望を持ち続けようという「ロマン（浪漫）」から。
- 本拠地は京セラドーム大阪。
- ユニフォームスポンサーは黄桜酒造→ExcelHuman→OSG→エイジェック→ファイン→アスリートジャパン。
- ユニフォームのズボンには「浪漫」と書かれている。
- チームカラーは緑。

#### 主な選手・首脳陣
- 監督：17山田久志（2008-、阪急）
  - 2001途中：杉浦忠（南海）
  - 2001-2007：30吉田義男（阪神）
- コーチ
  - 三宅秀史（阪神）
  - 86一枝修平（中日・近鉄・阪神）
  - 7山本一義（広島・近鉄、南海コーチ）
  - 12大熊忠義（阪急）
- 投手
  - 12山沖之彦（阪急（オリックス）・阪神）
  - 14佐野慈紀（近鉄・中日・オリックス U40）
  - 15山崎慎太郎（近鉄・ダイエー・広島・オリックス）
  - 16古溝克之（阪急（オリックス）・阪神・日本ハム）
  - 16柴田佳主也（近鉄・日本ハム・阪神・ダイエー）
  - 17佐々木修（近鉄）
  - 19中西清起（阪神）
  - 21野田浩司（阪神・オリックス）
  - 22小林宏（オリックス・楽天 U40）
  - 25山本和行（阪神）
  - 27若生智男（大毎・阪神・広島）
  - 28中田良弘（阪神）
  - 30芝池博明（近鉄・太平洋・中日）
  - 30加藤哲郎（近鉄・広島・ダイエー）
  - 33梶本隆夫（阪急）
  - 33石井毅（西武　和歌山県出身）
  - 34村田辰美（近鉄・大洋）
  - 52小田真也（西武　和歌山県出身）
- 捕手
  - 7大橋勲（巨人・大洋）
  - 12和田徹（阪神・南海）
  - 24有田修三（近鉄・巨人・ダイエー）
  - 35藤本貴久（巨人　兵庫県出身）
  - 45定詰雅彦（ロッテ・阪神）
- 内野手
  - 00村上眞一（阪急（オリックス））
  - 3八木裕（阪神）
  - 4大石大二郎（近鉄）
  - 6南牟礼豊蔵（阪急（オリックス）・中日・阪神）
  - 6南渕時高（ロッテ・中日・オリックス）
  - 7小川亨（近鉄）
  - 8片岡篤史（日本ハム・阪神 U40）
  - 10加藤秀司（阪急・広島・近鉄・巨人・南海）
  - 10島本講平（南海・近鉄）
  - 14中村勝広（阪神）
  - 31大原徹也（太平洋（クラウン・西武）・広島・近鉄）
  - 32久慈照嘉（阪神・中日 U40）
  - 37榊原良行（阪神・日本ハム）
  - 44ランディ・バース（阪神）
  - 54平塚克洋（大洋（横浜）・オリックス・阪神）
- 外野手
  - 00亀山努（阪神）
  - 1佐々木誠（南海（ダイエー）・西武・阪神）
  - 2栗橋茂（近鉄）
  - 2田尾安志（中日・西武・阪神）
  - 3石嶺和彦（阪急（オリックス）・阪神）
  - 3長池徳士（阪急）
  - 4川藤幸三（阪神）
  - 5村上隆行（近鉄・西武）
  - 7小川亨（近鉄）
  - 7福本豊（阪急）
  - 7真弓明信（太平洋（クラウンライター）・阪神）
  - 12福間納（ロッテ・阪神）
  - 25高井保弘（阪急）
  - 31柴原実（オリックス（阪急））
  - 68森忠仁（阪神）

### 福岡ドンタクズ
- 主に西鉄ライオンズ、福岡ソフトバンクホークス、広島東洋カープ出身者、中国地方・四国地方・九州地方出身者で構成。
- チーム名は、本拠地福岡市を代表し、全国にも名を知られる祭り「博多どんたく」に因む（正式にはドンタク（ゾン・ターク）とはオランダ語で日曜日を意味する）。
- 本拠地は福岡Yahoo!JAPANドーム。準本拠地はマツダスタジアム、倉敷マスカットスタジアム。
- ユニフォームスポンサーは三洋信販（ポケットバンク）→作州商事→久光製薬（サロンパス）→西日本新聞→エバーライフ（皇潤）→高木工業。
- ユニフォームのズボンには「祭」と書かれている。
- チームカラーは朱色。

#### 主な選手・首脳陣
- 監督：20池永正明（2008-、西鉄）
  - 2001-2007：81稲尾和久（西鉄、2007年シーズン中に死去）

発足当初から監督を務めていた稲尾和久が2007年11月13日に死去したため、2007年11月17日に福山市民球場で行われた対東京戦は中西太ヘッドコーチが代行で指揮を執った。
- コーチ
  - 12和田博実（西鉄）
  - 72古葉竹識（広島・南海）
  - 63中西太（西鉄）
- 投手
  - 0中村順二（ロッテ）
  - 11加藤初（西鉄（太平洋）・巨人）
  - 12高山郁夫（西武・広島・ダイエー）
  - 14外木場義郎（広島）
  - 14安部和春（西鉄・阪神）
  - 14若田部健一（ダイエー・横浜　U40）
  - 16安仁屋宗八（広島・阪神　コーチ兼任）
  - 16三浦政基（日拓（日本ハム）・ヤクルト・南海・大洋　宮崎県出身）
  - 16長冨浩志（広島・日本ハム・ダイエー）
  - 17山根和夫（広島・西武）
  - 17加藤伸一（南海（ダイエー）・広島・オリックス・近鉄）
  - 18山内和宏（南海（ダイエー）・中日）
  - 18池田親興（阪神・ダイエー・ヤクルト）
  - 18佐々岡真司（広島）
  - 19山内孝徳（南海（ダイエー））
  - 20池永正明
  - 20北別府学（広島）
  - 21今井雄太郎（阪急（オリックス）・ダイエー）
  - 21東尾修（西鉄（太平洋・クラウンライター・西武））
  - 24大野豊（広島）
  - 27大畑徹（大洋・日本ハム　福岡県出身）
  - 29小林聖始（広島・西武）
  - 33永射保（広島・太平洋（クラウンライター・西武）・大洋・ダイエー）
- 捕手
  - 2ドカベン（南海（ダイエー））
  - 11鈴木伸良
  - 23吉永幸一郎（南海（ダイエー）・巨人　U40）
  - 40達川光男（広島　コーチ兼任）
  - 46坊西浩嗣（ダイエー　U40）
  - 100高嶋徹（オリックス・近鉄）
- 内野手
  - 2高橋慶彦（広島・ロッテ・阪神）
  - 3土井正博（近鉄・太平洋（クラウン・西武））
  - 4基満男（西鉄（太平洋・クラウン）・大洋）
  - 4出口雄大（巨人・ダイエー　U40）
  - 6湯上谷宏（南海（ダイエー））
  - 5藤本博史（南海（ダイエー）・オリックス）
  - 7小早川毅彦（広島・ヤクルト）
  - 7市場孝之（ロッテ　U40）
  - 9三村敏之（広島）
  - 9長内孝（広島・大洋（横浜））
  - 19平田薫（巨人・大洋・ヤクルト）
  - 25木下富雄（広島）
  - 38勝呂壽統（巨人・オリックス・近鉄・ダイエーコーチ）
  - 39若菜嘉晴（西鉄（太平洋・クラウン）・阪神・大洋・日本ハム）
  - 44片岡光宏（広島・中日・大洋）
  - 87松永浩美（阪急・阪神・ダイエー）
  - 90あぶさん（水島新司）（漫画家）
- 外野手
  - 4笘篠賢治（ヤクルト・広島）
  - 8岸川勝也（南海（ダイエー）・巨人・横浜）
  - 8島田誠（日本ハム・ダイエー）
  - 22尾崎将司（西鉄。野球引退後プロゴルファー）
  - 23定岡徹久（広島・日本ハム）
  - 24芦岡俊明（ロッテ）
  - 28二村忠美（日本ハム・大洋　福岡県出身）
  - 28西田真二（広島）
  - 29カズ山本（南海（ダイエー）・近鉄（大阪近鉄））
  - 43榊原聡一郎（広島・ダイエー）
  - 45横田真之（ロッテ・中日・西武）

## 試合方式
- 延長戦は10回のみ行う。
- 5チームの2回総当り（ホーム・アンド・アウェー方式で各1試合ずつ　1チーム8試合）の成績で順位を決定する。
- 1チームの登録メンバーは1チーム35人（監督・コーチ含む）とし、また1試合ごとのベンチメンバーは25人。ベンチメンバーは全員出場できるものとする。
- 指名打者選手に対する特別代走選手の出場が認められる。
- 原則として40歳以上の選手が出場できるが、それ以下の選手についても「サポートプレーヤー」として出場できる。
  - ただし1チームでの登録は5人とし、また試合出場に関しても4回以降で1試合当たりの出場者も3人まで制限されている。
  - またサポートプレーヤーの投手は1試合最大3イニングスまでしか出場できない。指名打者・並びにそれに対する特別代走選手としての出場は出来ない。
- シーズン中の登録メンバーの変更・他チームへの移籍は認めない。但し契約条項により大会主催者が特に認めた場合は契約解除とそれに伴うメンバーの補充登録が認められる。
- 打者の規定打席数は20打席、投手の規定投球回数は10イニングスとする。また一般のプロ野球とは異なり、勝利投手はオールスター、オープン戦の勝利投手方式で、またセーブについては公式記録員の裁定によって決定する。

## 年度別順位
| 年度      | 優勝   | 2位    | 3位    | 4位    | 5位    |
| --------- | ------ | ------ | ------ | ------ | ------ |
| 2001-2002 | 大阪   | 福岡   | 東京   | 名古屋 | 札幌   |
| 2002-2003 | 東京   | 福岡   | 名古屋 | 大阪   | 札幌   |
| 2003-2004 | 東京   | 札幌   | 名古屋 | 福岡   | 大阪   |
| 2004-2005 | 札幌   | 大阪   | 福岡   | 東京   | 名古屋 |
| 2005-2006 | 札幌   | 大阪   | 福岡   | 東京   | 名古屋 |
| 2006-2007 | 名古屋 | 札幌   | 大阪   | 福岡   | 東京   |
| 2007-2008 | 札幌   | 名古屋 | 東京   | 福岡   | 大阪   |

- 2008-2009シーズンは消化試合数が各チームで異なるため、公式成績を確定しない。

## 試合会場での演出
- 各試合ごとに、プロ野球中継の実況アナウンスで活躍したベテランスポーツアナウンサー（中田秀作（元文化放送）、石川顯（元TBS）ら）が場内解説を担当する。単なる試合の状況説明だけに留めず、その選手の過去の実績等の情報もアナウンスされる。初期には渡辺謙太郎（元TBS）らが務めた。
- 選手もしくは監督が国歌斉唱をする場合もある。

## リーグスポンサー
- 協賛：グッドイヤー、住友林業、トヨタ自動車
- オフィシャルドリンク
  - 大塚製薬・アミノバリュー（ - 2005-2006シーズン）
  - アスリートジャパン・ウィンウィン（2006-2007シーズン - ）

## 放送について
スカイパーフェクト・コミュニケーションズ（現・スカパーJSAT）がメインスポンサーだった当時は、パーフェクト チョイス（現・スカチャン）にて全試合中継を行っていたが、同社の撤退後は、スカイ・A sports+、J SPORTS、BS-i、BS日テレ他地上波ローカルいずれかで一部のカードを中継。